# پیانتک (استان ووتسکی)
پیانتک (به لهستانی:  Piątek) یک روستا در لهستان است که در گمینا پیانتک واقع شده‌است. پیانتک ۲٬۱۳۰ نفر جمعیت دارد.